# 圣费利克斯河
圣费利克斯河（西班牙語：Río San Félix）是巴拿马的一条河流，注入太平洋。